# ГЕС Hékǒu
ГЕС Hékǒu (河口水电站) — гідроелектростанція на півночі Китаю у провінції Ганьсу. Знаходячись між ГЕС Bāpánxiá (вище за течією) та ГЕС Cháijiāxiá, входить до складу каскаду на одній із найбільших річок світу Хуанхе.
У межах проєкту річку перекрили бетонною гравітаційною греблею висотою 38 метрів та довжиною 316 метрів. Вона утримує водосховище з об'ємом 13,6 млн м3 та нормальним рівнем поверхні на позначці 1558 метрів НРМ (під час повені до 1559,1 метра НРМ).
Інтегрований у греблю машинний зал обладнали чотирма бульбовими турбінами потужністю по 18,5 МВт, які використовують напір у 5,3 метра та забезпечують виробництво 385 млн кВт·год електроенергії на рік.
Видача продукції відбувається по ЛЕП, розрахованій на роботу під напругою 110 кВ.